# Малая Терновка (село)
Малая Терновка (укр. Мала Тернівка) — село,
Шелюговский сельский совет,
Акимовский район,
Запорожская область,
Украина.

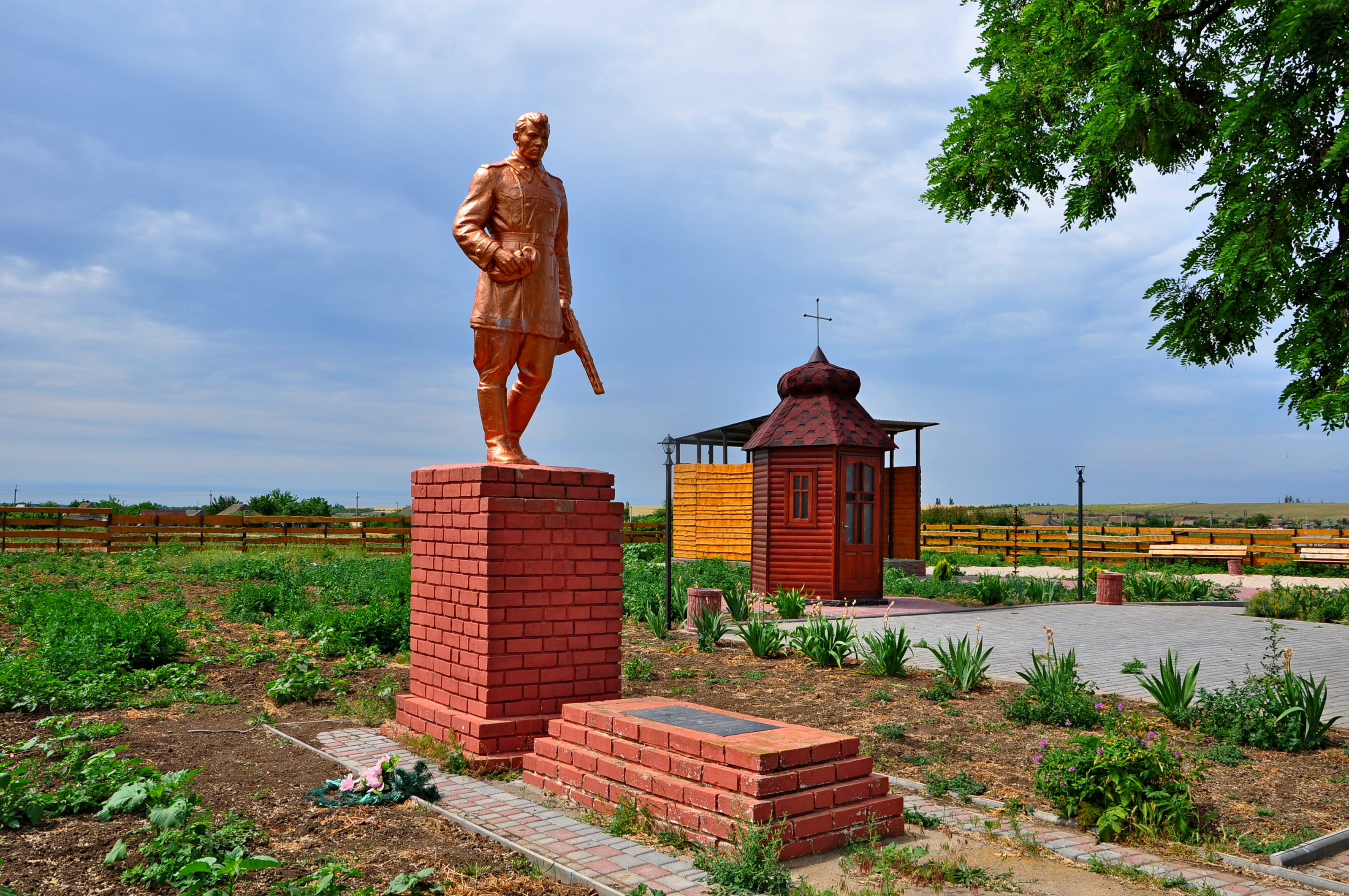
Мемориал на братской могиле

Код КОАТУУ — 2320387603. Население по переписи 2001 года составляло 230 человек.

## Географическое положение
Село Малая Терновка находится на левом берегу реки Малый Утлюк, в 5-и км от Молочного лимана,
выше по течению на расстоянии в 2 км расположено село Юрьевка,
ниже по течению на расстоянии в 3,5 км расположено село Шелюги.
Через село проходит автомобильная дорога Т-0820.

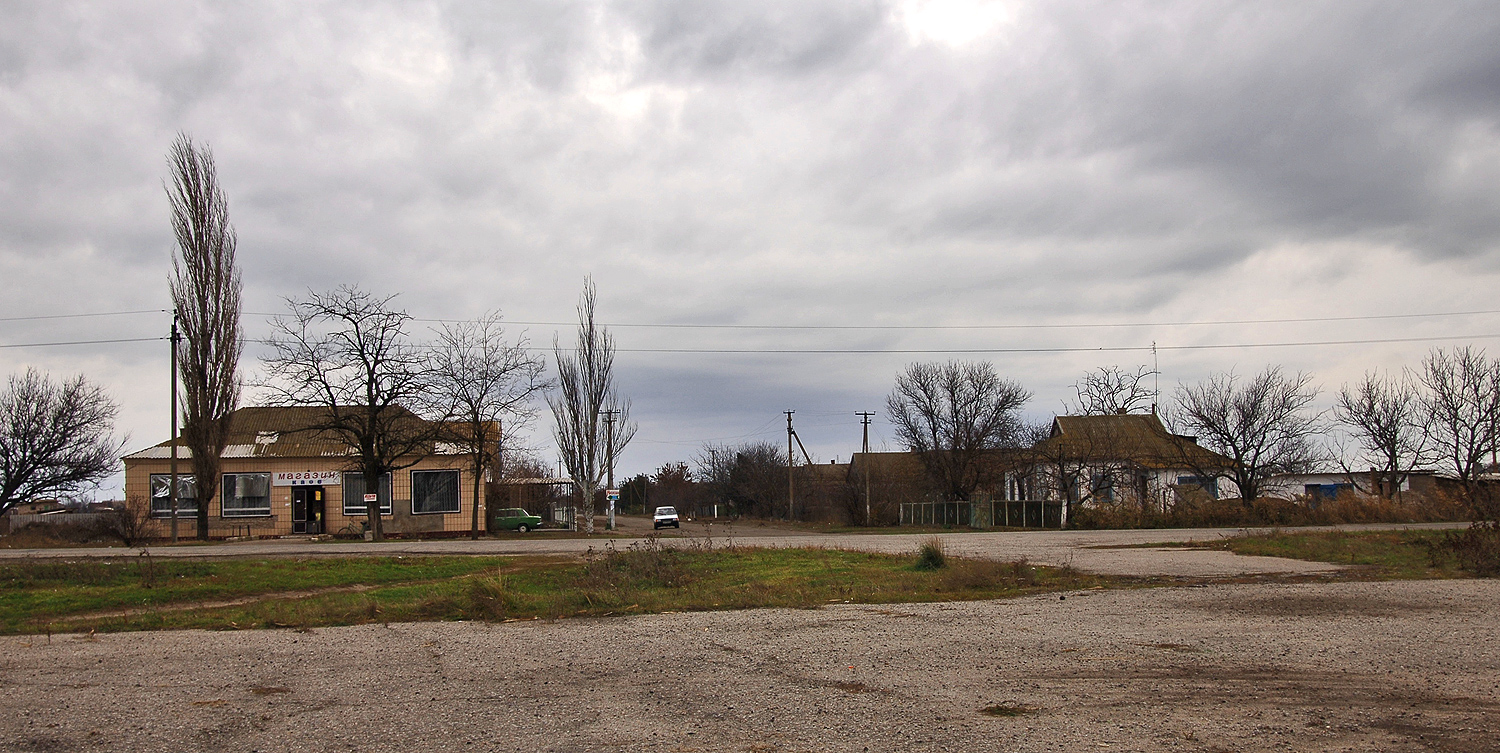
Магазин у трассы
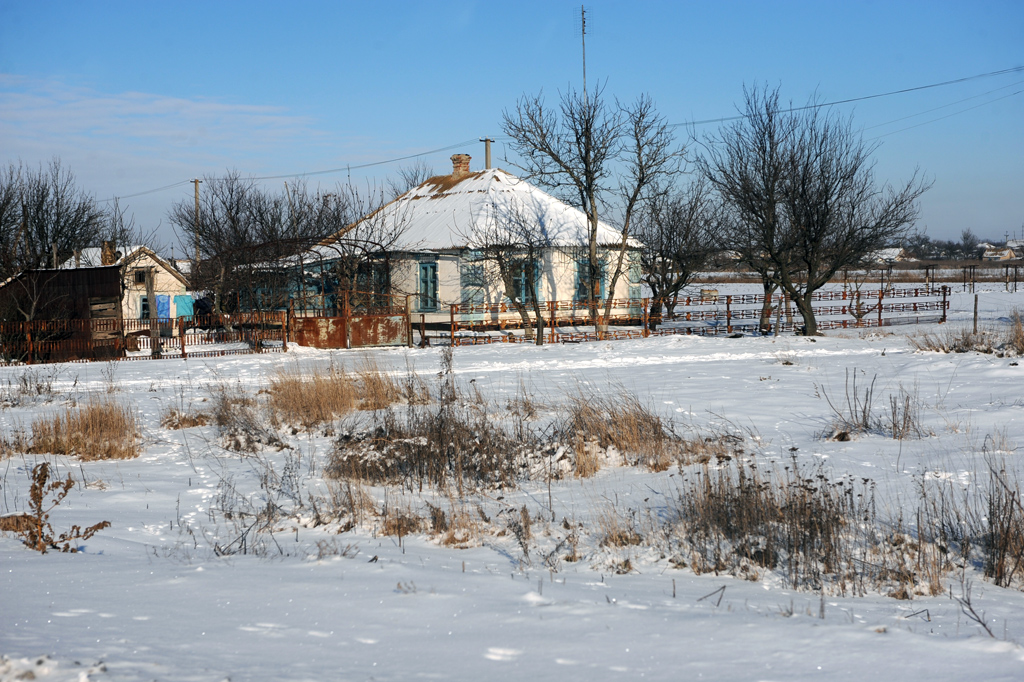
Зима в селе

## История
На территории села сохранились остатки поселения скифо-сарматских времен (II—I вв. до н. э.).
В 1945 г. село Терновка Первая переименовано в Малую Терновку.

## Объекты социальной сферы
- Отделение связи